# 赤坎岭
赤坎岭是位在赤尾嶼的一座山峰，位置在島上的中部偏南。赤坎岭是島上的最高峰，也是赤尾嶼的主峰，海拔高度爲75米，赤坎岭的北边是系缆石。該名稱由中國在2012年9月命名。